# Dario Messana
Dario Messana (Catania, 25 maggio 1979) è un pallavolista italiano.
Gioca nel ruolo di schiacciatore nella Top Volley Gela, ma nella sua carriera ha ricoperto principalmente il ruolo di libero.

## Carriera
La carriera di Dario Messana inizia nella Pallavolo Acireale, con cui partecipa a due campionati di Serie B2. Passa poi alla Pallavolo Catania, dove esordisce in Serie A2; rimarrà in questa categoria per alcune stagioni con le maglie di Umbria Volley, Callipo Sport e BluVolley Verona, prima di ottenere la promozione nella massima serie proprio con la formazione veronese, vincendo il campionato e conquistando la Coppa Italia di Serie A2. Ottiene anche la convocazione in nazionale per la World League 2005, che l'Italia chiude settima.
In Serie A1 veste in seguito le maglie di Umbria Volley, Pallavolo Modena e Top Volley, ottenendo anche due convocazioni all'All Star Game nel 2005 e nel 2007, prima del trasferimento in B1 alla Top Volley Gela. A metà della stagione 2008-09 va in prestito alla Materdomini Volley, ma problemi di tesseramento lo riportano al club di Gela. L'ultima stagione ad alto livello è quella 2009-10, con il Pineto Volley, prima di trasferirsi definitivamente nelle categorie inferiori, in Serie C con Acireale, in B1 con Messina e ancora Top Volley Gela.

## Palmarès
- Coppa Italia di Serie A2: 1

2003-04